# تپه مشهد ۲
تپه مشهد ۲ مربوط به دوران پیش از تاریخ ایران باستان تا دوران‌های تاریخی پس از اسلام است و در شهرستان بوئین‌زهرا، بخش آوج، روستای مشهد واقع شده و این اثر در تاریخ ۱۹ اسفند ۱۳۸۰ با شمارهٔ ثبت ۴۹۲۶ به‌عنوان یکی از آثار ملی ایران به ثبت رسیده است.